# Campanula ajugifolia
Campanula ajugifolia är en klockväxtart som beskrevs av Sest. och Spreng.. Campanula ajugifolia ingår i släktet blåklockor, och familjen klockväxter. Inga underarter finns listade i Catalogue of Life.